# Béatrice Piron
Pour les articles homonymes, voir Piron.
Béatrice Piron, née le 30 août 1965 à Martigues (Bouches-du-Rhône), est une femme politique française. Membre de La République en marche jusqu'en juin 2024, puis membre du parti Horizons. Elle est députée de la troisième circonscription des Yvelines depuis 2017.

## Biographie
Ingénieur diplômée de l'EPF en 1987, diplômée en 2003 de ESCP Europe, membre du comité de direction d'un grand groupe, après un séjour au Japon, elle a ensuite créé sa société de services à la personne qu'elle a revendue avant d'être investie[réf. nécessaire] par le parti La République en marche.
Béatrice Piron est députée de la troisième circonscription des Yvelines depuis le 18 juin 2017 : elle succède à l'Assemblée nationale à Henri Guaino après avoir battu Philippe Brillault, maire du Chesnay investi par Les Républicains, avec 58,93 % des suffrages exprimés.
Elle est réélue le 19 juin 2022 aux élections législatives sous l'étiquette « Ensemble », obtenant 71,4 % des suffrages lors du second tour face à Louise Brody de la Nupes.

## Prise de position
Dans le cadre du débats en commission spéciale sur le projet de loi bioéthique prévoyant l’extension de la PMA à toutes les femmes, Béatrice Piron propose de réserver l’ouverture de la procréation médicalement assistée (PMA) aux couples et aux femmes seules qui auraient les moyens financiers d’élever le futur enfant.